# Olla común

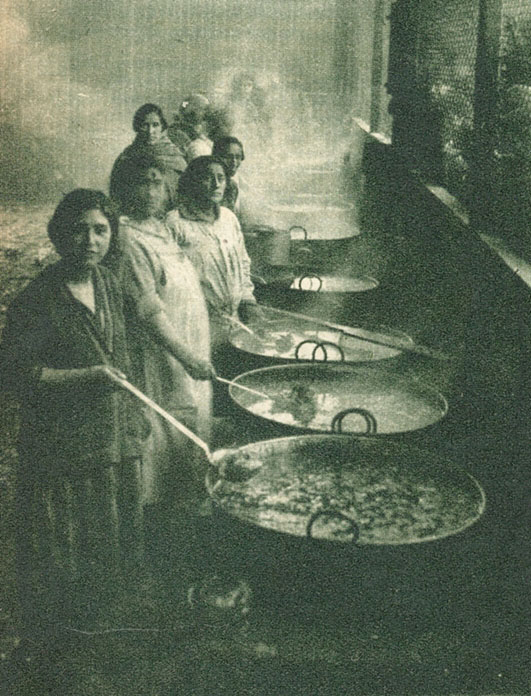
Mujeres preparando ollas comunes en 1932.

Se denomina olla común o también olla popular a una instancia de participación comunitaria entre vecinos y pobladores que buscan resolver la necesidad básica de comer. Es muy similar a un comedor popular, aunque con un carácter más autogestionado e independiente.
Las ollas comunes se desarrollan de diferentes formas: recolectando comida entre los vecinos o mediante colectas de dinero en capillas, parroquias y juntas de vecinos para adquirir alimentos. Nacen dentro de contextos sociales de pobreza y desempleo, como organizaciones de subsistencia o «microasociaciones populares que se desarrollaron para satisfacer una necesidad básica y funcional», el hambre.

## Historia

### Gran Depresión
La Gran Depresión provocó una fuerte crisis económica entre 1930 y 1932, afectando las exportaciones de salitre y cobre, por lo que ha sido considerada como la nación más afectada por la crisis.
La crisis económica aumentó los índices de desempleo y causó una migración de mineros del salitre que quedaron desempleados desde el norte de Chile a la capital, Santiago. Debido a la cesantía de los trabajadores salitreros, las ollas comunes se multiplicaron en la capital del país, y las personas sin vivienda comenzaron a habitar en cuevas en los cerros que rodean dicha ciudad.

### Resurgimiento en la década de 1980

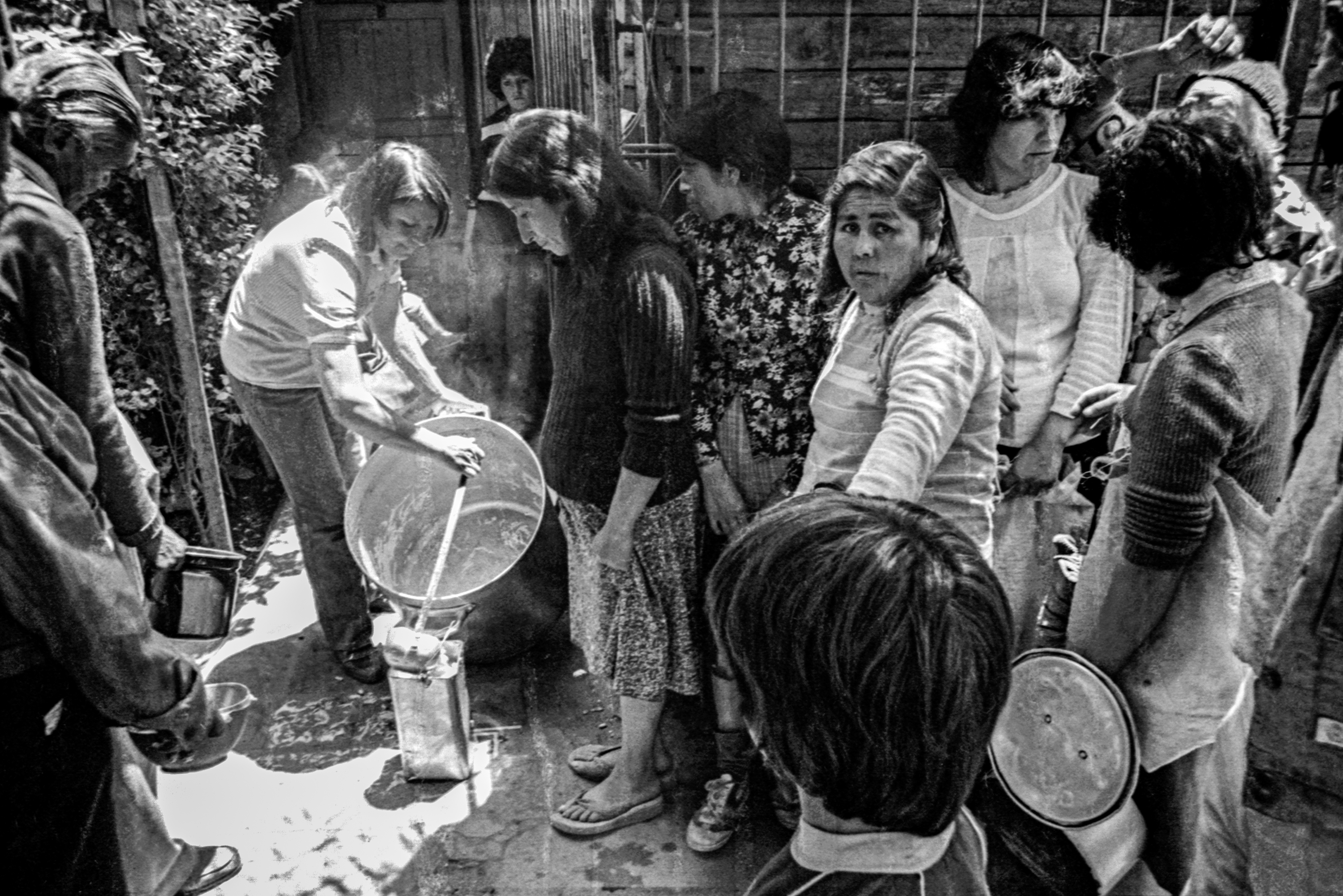
Olla común en la Población La Victoria, en agosto de 1984. Fotografía de Paulo Slachevsky.

La implantación del sistema neoliberal y la nueva institucionalidad de la dictadura militar (1973-1990), prometían un crecimiento económico a costa del aumento de la deuda externa, el llamado «Milagro de Chile». A pesar de estas cifras aparentes, los sectores populares quedaron emplazados en una especie de «mundo paralelo» puesto que el desempleo —que ya alcanzaba un 30 % hacia 1983—, la disminución notable de la capacidad adquisitiva, la erradicación de las viviendas marginales y el bloqueo represivo que sufrieron las poblaciones, mostraba en cierto sentido, el foco violento y segregador del sistema que se venía edificando y justificando a través de cifras que retrataban un aparente «progreso económico».
Es en este contexto, se produjeron instancias y espacios propios en los sectores populares de articulación política y relaciones de solidaridad. La crisis económica de 1982 habría sido uno de los factores —junto a las duras condiciones de vida que a diario afectaban a los pobladores— de la proliferación de organizaciones de subsistencia. Entre éstas podemos señalar: comedores populares, ollas comunes (como en La Victoria, Lo Hermida y La Bandera), talleres, tomas de terreno, surgimiento de nuevas poblaciones, etc., que encaminarán un proceso irreversible en el desenvolvimiento de organizaciones mayores, tales como las coordinadoras de pobladores, las agrupaciones y movimientos poblacionales en Santiago y de Chile en general.

### Pandemia por COVID-19
En el año 2021, las ollas comunes o populares se multiplicaron en varios países de Latinoamérica y el mundo debido al aumento de la pobreza y por ende la hambruna, por las medidas restrictivas tomadas por los gobiernos para evitar la expansión de la enfermedad. Mucha gente no pudo trabajar por meses debido a las medidas restrictivas, así como muchos otros fueron despedidos o perdieron sus negocios.

## Rol político
Las ollas comunes sirvieron para una «toma de conciencia» por parte de los sectores populares que, a la larga se traducirá en una oposición por el régimen militar, provocando en los pobladores una postura política hacia su propia realidad; y como señala Clarisa Hardy, «las organizaciones urbanas de subsistencia serán un escenario de nuevas prácticas sociales, vedadas en la vida cotidiana de sectores sometidos, diariamente, a la exigente tarea de conseguir medios para su reproducción y la de sus familias», tal que este malestar permanente, desembocará en la identificación del problema con el mismo sistema que los apartaba y particularizaba.
En la proyección política de las ollas comunes, como un espacio de los pobladores, Gabriel Salazar, en un prólogo sobre un libro que describe y analiza diez ollas comunes de Santiago, caracteriza a las ollas comunes como «células con trayectoria anti-liberal y anti-dictatorial», cuestión que abre las puertas a estas instancias populares para su posterior expresión y, con ello, a la praxis misma del poder popular.
Eugenio Tironi, explica la reacción de los pobladores, señalando que «la frustración llevaría a los pobladores a la protesta, poniéndolos en primera línea de la movilización social que, como resultado inevitable de la agresividad que la situación engendraba en la población, tomaría formas cada vez más violentas», comenzando así a configurar una posición más definida de los pobladores hacia el régimen. De esta forma, Verónica Salas, subraya que en el momento que los pobladores se dieron cuenta de que «la solución puntual de su problema inicial no es suficiente, comienzan a plantearse otros objetivos, como por ejemplo derrocar la dictadura». Ambas citas, permiten establecer la conexión entre las organizaciones de subsistencia y el posterior espacio de coordinación política, puesto que gracias a la necesidad de obtener alimentos y saciar el hambre, los pobladores se dan cuenta de que el problema abarca más ámbitos que el de sólo conseguir recursos para alimentarse. A partir de ellos, entonces, vemos el surgimiento de la vida política en las ollas comunes y su uso como un pretexto de organización.
Otro rasgo importante de analizar —después de ver la conversión de las organizaciones de subsistencia en espacios políticos— es la incidencia de estas organizaciones en las movilizaciones que se llevaron a cabo en el período 1983-1986; Gonzalo de la Maza y Mario Garcés, plantean el rol preponderante que tuvieron los pobladores en las jornadas de protestas nacionales, refiriéndose explícitamente a los que luchaban contra el hambre; de lo que rescatamos la influencia cada vez más grande, de las organizaciones de los pobladores y sus implicancias en la vida nacional. La forma en que se fueron constituyendo y la manera en que, paulatinamente, se insertaron como elemento radical en la sociedad chilena, terminaría por desencadenar un proceso mayor, como la creación de la coordinadora metropolitana de pobladores, la Coordinadora de Agrupaciones Poblacionales y el Movimiento de Pobladores Dignidad.
A modo de resumen, las ollas comunes habrían actuado como catalizadores de las organizaciones populares, permitiendo de este modo, la articulación de espacios dentro de las poblaciones para su organización interna y posterior proyección política a través de organismos populares y coordinadoras de poblaciones. Estos espacios de coordinación política, señala C. Hardy, nacen “en el curso de los años comprendidos entre 1978 y 1983, se vinculan a organizaciones poblacionales a través de reivindicaciones expresivas d ella problemática de la vivienda y hábitat urbanos. Su consolidación en la vida pública se produce en 1983 cuando, al calor de las protestas nacionales, reclaman para sí la representatividad de los pobladores”.

## Estudios sobre las ollas comunes
La bibliografía existente en torno al tema de las ollas comunes (y su relación con los espacios de articulación política), es relativamente escasa y poco profunda.
En relación con las organizaciones de subsistencia, Clarisa Hardy -psicóloga y antropóloga chilena-, posee diversos trabajos sobre pobreza urbana y organizaciones en los sectores populares; esta autora plantea que entre los propósitos intrínsecos de las ollas comunes «está el de poder satisfacer, por medio de la asociación de recursos humanos y materiales, las necesidades alimenticias de sus familias».
En la misma línea, Bernarda Gallardo, socióloga chilena, desarrolla un planteamiento muy similar en cuanto a las ollas comunes, ya que pone especial énfasis en el carácter de subsistencia que éstas poseen; definiéndolas como «espacios que forman familias populares con la finalidad de enfrentar la incapacidad de satisfacer por sí mismas la necesidad de comer».
A modo de síntesis, la definición de una cartilla de capacitación popular del PET (Programa de Economía del Trabajo, 1986), que encierra de modo general, la relación de vínculo entre la necesidad y la organización, señalando: «las ollas comunes constituyen una organización de subsistencia».
Sin embargo, la postura de Carlos Piña, quien al referirse sobre el origen de las ollas comunes en la crisis económica de 1982, plantea que «no se trata – usando términos en boga- de una estrategia de subsistencia preferente ni prioritaria en el medio poblacional, [sino que respondería más bien a] motivaciones tendientes a hacer de ella un instrumento de denuncia de la situación de pobreza, cesantía y represión que se vive en el nivel poblacional». Por ende, es fundamental resaltar el carácter político de las ollas comunes.
A partir de lo anterior, se puede afirmar que las ollas comunes -en tiempos de dictadura- eran organizaciones territoriales de subsistencia, que nacen a partir de las condiciones sociales imperantes del momento, para denunciarlas. Las ollas comunes sirvieron como semillero para la coordinación de futuras organizaciones que le hicieran frente al régimen militar.[cita requerida]